# 滨州东站
滨州东站，位于山东省滨州市滨城区杜店街道，是滨港铁路的货运站。
因依照规划，德大铁路原滨州西站将接入如津潍烟高速铁路等多条重要铁路线路，将成为滨州客货运枢纽站。为提高区位辨识度，更好地展示滨州城市形象，将德大铁路滨州西站更名为滨州站，原滨港铁路滨州站更名为滨州东站。